# 영광의 재인
《영광의 재인》은 2011년 10월 12일부터 2011년 12월 28일까지 KBS 2TV에서 방송된 24부작 수목드라마다.

## 등장인물

### 주요 인물
- 천정명 : 김영광 역 (아역 : 안도규)
- 박민영 : 윤재인 역 (아역 : 안은정)
- 이장우 : 서인우 역 (아역 : 김지훈)
- 박성웅 : 서인철 역

### 김영광의 주변 인물
- 이기영 : 김인배 역
- 최명길 : 박군자 역
- 김연주 : 김경주 역
- 남보라 : 김진주 역
- 정혜선 : 오순녀 역

### 서인우의 주변 인물
- 손창민 : 서재명 역
- 김선경 : 임정옥 역

### 거대상사 허영도의 팀들
- 이문식 : 허영도 역
- 김성오 : 주대성 역
- 이진 : 차홍주 역
- 최승경 : 고길동 역
- 김윤성 : 오금복 역

### 윤재인 주변 인물들
- 안내상 : 윤일구 역 (1회 특별출연)
- 장영남 : 여은주 역
- 김승욱 : 최코치 역
- 최란 : 간호부장 역
- 노경주 : 오정해 역
- 변희봉 : 황 노인 역 (특별출연)
- 이미숙 : 수간호사 역

### 특별 출연
- 김성한 : 야구 감독 역

## 수상 경력
- 2011년 KBS 연기대상 중편드라마부문 남자 우수상 천정명
- 2011년 KBS 연기대상 중편드라마부문 여자 우수상 박민영
- 2011년 KBS 연기대상 남자 신인상 이장우

## 시청률
아래의 파란색 숫자는 '최저 시청률'이고, 빨간색 숫자는 '최고 시청률'이다. 
| 2011년      | 2011년      | 2011년         | 2011년       | 2011년         | 2011년       |
| 회차        | 방송일      | TNMS 시청률    | TNMS 시청률  | AGB 시청률     | AGB 시청률   |
| 회차        | 방송일      | 대한민국(전국) | 서울(수도권) | 대한민국(전국) | 서울(수도권) |
| ----------- | ----------- | -------------- | ------------ | -------------- | ------------ |
| 제1회       | 10월 12일   | 7.3%           | 8.2%         | 8.5%           | 9.4%         |
| 제2회       | 10월 13일   | 9.1%           | 9.4%         | 9.4%           | 9.7%         |
| 제3회       | 10월 19일   | 12.3%          | 13.6%        | 11.8%          | 12.0%        |
| 제4회       | 10월 20일   | 12.3%          | 14.7%        | 13.6%          | 14.6%        |
| 제5회       | 10월 26일   | 12.0%          | 13.1%        | 12.1%          | 13.4%        |
| 제6회       | 10월 27일   | 12.3%          | 13.7%        | 11.5%          | 12.6%        |
| 제7회       | 11월 2일    | 12.2%          | 14.0%        | 13.3%          | 14.7%        |
| 제8회       | 11월 3일    | 14.0%          | 16.1%        | 14.1%          | 14.4%        |
| 제9회       | 11월 9일    | 12.9%          | 13.4%        | 12.9%          | 13.1%        |
| 제10회      | 11월 10일   | 12.6%          | 12.3%        | 12.7%          | 13.2%        |
| 제11회      | 11월 16일   | 13.1%          | 14.2%        | 13.8%          | 15.5%        |
| 제12회      | 11월 17일   | 13.2%          | 14.3%        | 14.1%          | 14.9%        |
| 제13회      | 11월 23일   | 11.9%          | 14.6%        | 13.1%          | 14.2%        |
| 제14회      | 11월 24일   | 12.9%          | 14.7%        | 13.7%          | 15.1%        |
| 제15회      | 11월 30일   | 12.6%          | 15.2%        | 14.0%          | 14.8%        |
| 제16회      | 12월 1일    | 12.4%          | 14.0%        | 12.8%          | 13.4%        |
| 제17회      | 12월 7일    | 13.9%          | 16.7%        | 12.0%          | 13.0%        |
| 제18회      | 12월 8일    | 14.5%          | 15.9%        | 14.2%          | 15.0%        |
| 제19회      | 12월 14일   | 15.4%          | 17.1%        | 14.6%          | 15.6%        |
| 제20회      | 12월 15일   | 16.2%          | 18.8%        | 14.5%          | 15.5%        |
| 제21회      | 12월 21일   | 14.3%          | 16.6%        | 14.2%          | 15.3%        |
| 제22회      | 12월 22일   | 15.2%          | 17.3%        | 14.5%          | 15.4%        |
| 제23회      | 12월 28일   | 21.8%          | 24.9%        | 20.1%          | 21.6%        |
| 제24회      | 12월 28일   | 20.1%          | 22.1%        | 19.4%          | 21.0%        |
| 평균 시청률 | 평균 시청률 | 13.5%          | 15.2%        | 13.5%          | 14.5%        |

## 특이 사항
- 본 드라마는 15세 이상 시청가로 분류하였지만, 19회 방송분은 두 주인공의 키스 장면이 허용 수위를 넘는다는 이유로, 청소년 보호법상, 19세 이상 시청가로 방송되었다[3].

## 연속 방송
- 2011년 12월 28일 : 밤 10시부터 2회 연속방송 (23회, 24회)

## 경쟁 프로그램
- 지고는 못살아 (MBC, 2011년 8월 24일 ~ 2011년 10월 20일)
- 나도, 꽃! (MBC, 2011년 11월 9일 ~ 2011년 12월 28일)
- 뿌리깊은 나무 (SBS, 2011년 10월 5일 ~ 2011년 12월 22일)
- 발효가족 (JTBC, 2011년 12월 7일 ~ 2012년 2월 23일)